# Кам'янське поселення
Кам'янське поселення — археологічна пам'ятка на південній околиці с. Кам'янки Ріпкинського району Чернігівської області, належить до дніпро-донецької неолітичної культури (4 тис. р. до н. е.).
Поселення було відкрите у 1966 році. Розкопки проводилися у 1967 році під керівництвом археолога Д. Телегіна. Культурний шар потужністю 0,2 м знаходиться на глибині 0,5 м. Досліджено рештки вогнища й зібрано близько тисячі різних знахідок, здебільшого керамічних (гостродонні широко відкриті горщики, прикрашені неглибокими ямками дрібнозубчастого гребінця, насічками). Серед крем'яних виробів є наконечники стріл, клиноподібні сокири, нуклеуси, скребки, кинджал, а також уламки зернотертки з пісковика.